# Старі Урмари
Старі Урма́ри (рос. Старые Урмары, чув. Кивĕ Вăрмар) — присілок у складі Урмарського району Чувашії, Росія. Адміністративний центр та єдиний населений пункт Староурмарського сільського поселення.
Населення — 1374 особи (2010; 1539 у 2002).
Національний склад:
- чуваші — 98 %